# یوری آرانوویچ روبینچیک
یوری آرانوویچ روبینچیک (به لاتین: Iurii Aronovich Rubinchik) (۱۰ نوامبر ۱۹۲۳ - ۱۶ دسامبر ۲۰۱۲) ایران‌شناس و زبان‌شناس روسی بود.

## زندگی
روبینچیک در ۱۷سالگی در جنگ جهانی دوم در برابر آلمانی‌ها جنگید. او گرایش زبان‌های شرقی را برای تحصیل انتخاب کرد و از بین زبان‌های شرقی، فارسی را برگزید. در سال ۱۹۵۳ از رسالهٔ خود با عنوان «جملات مرکب در زبان فارسی امروز» دفاع کرد و هفت سال بعد (۱۹۶۰) کتاب زبان فارسی معاصر را نوشت. پس از آن، به‌عنوان استاد زبان فارسی در سراسر شوروی شناخته شد. او مؤلف بیش از ۱۰ کتاب و ۱۵۰ مقالهٔ علمی بود.

## آثار
- فرهنگ‌نویسی برای زبان فارسی، یوری آرونوویچ روبینچیک، ترجمهٔ محسن شجاعی، با یادداشت‌های علی‌اشرف صادقی، تهران: بهار، ۱۳۹۷
- دستور زبان ادبی معاصر فارسی، مریم شفقی (مترجم)، تهران: پژوهشگاه علوم انسانی و مطالعات فرهنگی، ۱۳۹۲
- دوره مقدماتی آموزش زبان فارسی، با مشارکت گرانت واسکانیان، ۱۹۵۱
- جملات مرکب در زبان فارسی معاصر
- فرهنگ لغت دوجلدی فارسی به روسی، ۱۹۷۰
- دوره مقدماتی آموزش زبان روسی، ۱۹۲۳
- اصول اصطلاحات زبان فارسی
- واژه‌شناسی زبان فارسی